# Salassa (Mayo-Baléo)
Pour les articles homonymes, voir Salassa (homonymie).
Salassa est un village de la commune de Mayo-Baléo situé dans la région de l'Adamaoua et le département du Faro-et-Déo, à proximité de la frontière avec le Nigeria.

## Population
Lors du recensement de 2005, le village comptait 282 personnes, 143 de sexe masculin et 139 de sexe féminin.

## Infrastructures sociales existantes
Le village contient une école publique et des puits à ciel ouvert.